# M72 LAW

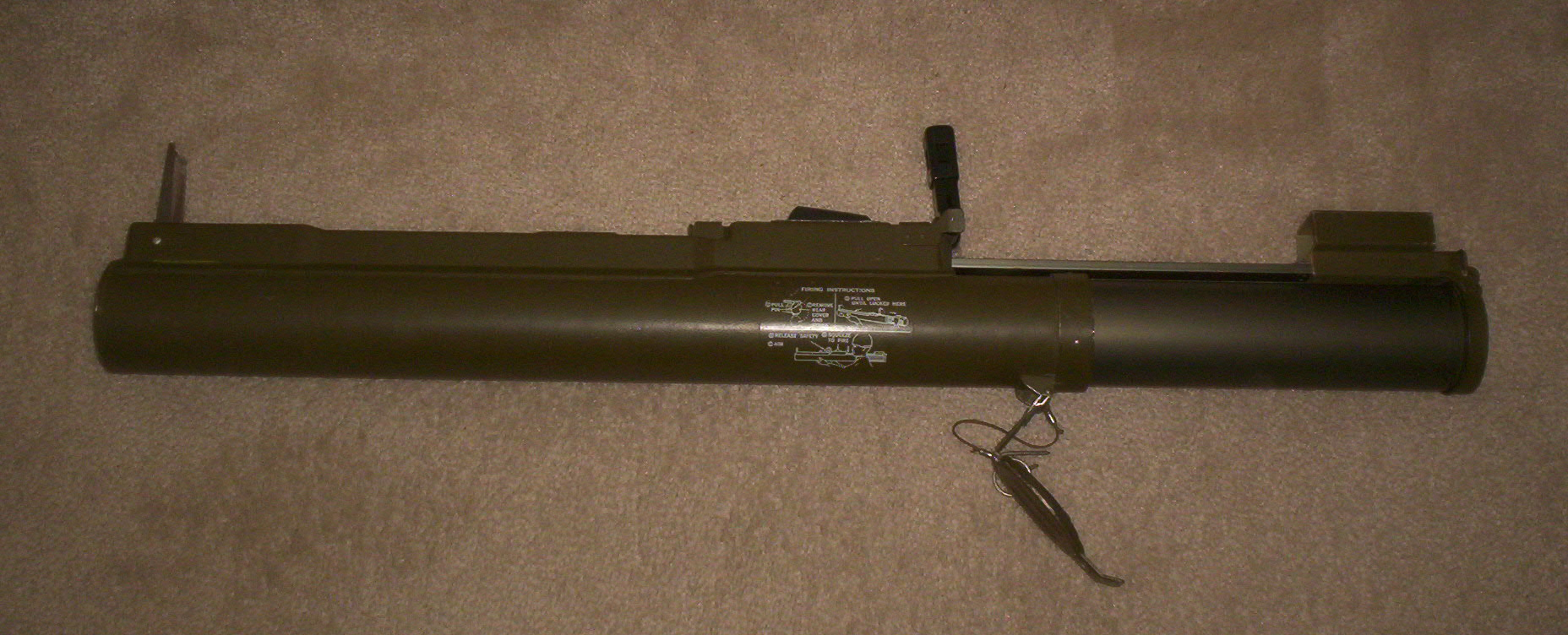
M72 LAW

M72 LAW는 미국의 66 mm 무유도 대전차 로켓이다.

## 역사
1963년 미국 육군에 실전배치되었다. 1971년 대한민국 육군이 도입했다. 2019년에도 수명이 지났지만, 대한민국 육군에서 사용중이다. 2019년 기준으로 미국 육군은 한발에 1600만원 하는 스웨덴 사브의 AT4를 사용 중이다.

## 같이 보기
- 한국형 대전차 로켓